# Hans Emmering
Hans Emmering (1 juli 1939 – 4 oktober 2008) was een Nederlands journalist, presentator en programmamaker.
Als schrijvend journalist begon Emmering te werken voor Het Vrije Volk. Later schreef hij onder meer voor HP/De Tijd, Vrij Nederland en Humo.
Hij was ook actief voor de radio en de televisie. Bij de VARA was hij zowel presentator als verslaggever. Eveneens was hij producent en eindredacteur van programma's en deed werk als voice-over. Het bekendst werd hij met het consumentenprogramma Hoe bestaat het, waarin maatschappelijke misstanden op satirische wijze aan de kaak werden gesteld. De VARA zond het vanaf het midden van de jaren zeventig tot aan het begin jaren van de tachtig uit.
Twee van zijn dochters lijden aan het DES-syndroom. Hij schreef er het boek DES-interesse over dat in 2008 door Uitgeverij Augustus werd uitgebracht.
Hans Emmering overleed op 69-jarige leeftijd.
- Digitale Bibliotheek voor de Nederlandse Letteren: emme021
- International Standard Name Identifier: 0000 0003 9611 715X
- Nederlandse Thesaurus van Auteursnamen: 068798539
- Virtual International Authority File: 291016698
- WorldCat: E39PBJyGWGgXgdy3pTrj8tt3Qq